# Hydrobiosella corinna
Hydrobiosella corinna là một loài Trichoptera trong họ Philopotamidae. Chúng phân bố ở miền Australasia.